# 長崎県道58号愛野島原線
長崎県道58号愛野島原線（ながさきけんどう58ごう あいのしまばらせん）は、長崎県雲仙市から島原市に至る県道（主要地方道）である。

## 概要
長崎県雲仙市愛野町乙から雲仙岳の北側を通って島原市片町に至る。幅員が狭くカーブが多いため、愛野 - 島原間を結ぶ所要時間は県道58号と国道251号のバイパス的性格を兼ねる島原半島広域農道の愛野 - 島原区間の方が早い。
島原市下折橋町から出平町に至る一部開通（延長2 km）しているバイパス道路があり、「がまだすロード」と呼ばれ2004年（平成16年）3月24日に供用が開始。このバイパス道路は、地域高規格道路の島原道路の一部を構成する。

### 路線データ
- 起点：雲仙市愛野町乙（愛野展望台前交差点、国道57号・国道251号交点）
- 終点：島原市片町（国道251号交点）
- 総延長：37.8 km

## 歴史
- 1993年（平成5年）5月11日 - 建設省から、県道愛野島原線が愛野島原線として主要地方道に指定される[1]。
- 2004年（平成16年）3月24日 - がまだすロード供用開始。

## 路線状況

### バイパス
- がまだすロード

### 重複区間
- 国道389号（雲仙市国見町多比良戊 地内）

### 道路施設

#### 橋梁
- 折橋橋（島原市）
- 下折橋橋（北川、島原市）

## 地理

### 通過する自治体
- 雲仙市
- 島原市

### 交差する道路
| 交差する道路                    | 市町村名 | 交差する場所   | 交差する場所              |
| ------------------------------- | -------- | -------------- | ------------------------- |
| 国道57号 国道251号              | 雲仙市   | 愛野町乙       | 愛野展望台前交差点 / 起点 |
| 長崎県道220号野田道西郷港線     | 雲仙市   | 瑞穂町西郷戊   |                           |
| 長崎県道131号雲仙神代線         | 雲仙市   | 瑞穂町西郷丁   |                           |
| 国道389号 重複区間起点          | 雲仙市   | 国見町多比良戊 |                           |
| 国道389号 重複区間終点          | 雲仙市   | 国見町多比良戊 |                           |
| 長崎県道208号礫石原松尾停車場線 | 島原市   | 礫石原町       |                           |
| 長崎県道207号千本木島原港線     | 島原市   | 上折橋町       |                           |
| 国道251号 / 島原道路            | 島原市   | 下折橋町       |                           |
| 長崎県道202号野田島原線         | 島原市   | 浦の川         | [ 注釈 1 ]                |
| 国道251号                       | 島原市   | 片町           | 終点                      |

### 沿線
- 百花台公園
- 島原共同研修センター
- 長崎県立島原農業高等学校
- 長崎県立島原工業高等学校
- 島原市役所
- 島原鉄道線 島原駅